# Östergötlands runinskrifter Fv1970;310
Östergötlands runinskrifter Fv1970;310 är en vikingatida runsten i Kullerstads socken i Norrköpings kommun. Stenen hittades 1969 i kyrkogårdsmuren vid Kullerstads kyrka, varpå den togs ut och restes på kyrkogården. Materialet är ljusröd granit. Förutom runor och deras ramlinjer finns ett likarmat kors ristat på stenen, vilken är i välbevarat skick. Inskriften innehåller samma två namn, Håkon och Gunnar, som också finns på runstenen Östergötlands runinskrifter 162, vilken står cirka 400 meter längre norrut, vid den så kallade Gunnarsbron. Man tror att stenarna hör samman och att även denna sten ursprungligen stått där.

## Translitterering
Inskriften, som innehåller en stungen i-runa, lyder i translittererad form:
hakun + raiþi × kuml × þausi × eftiR × kunar + sun × sin × han × uarþ × taurþ × uastr +

## Översättning
Översatt till våra dagars svenska kan meddelandet på stenen skrivas:
"Håkon reste dessa kummel (dvs. detta minnesmärke) efter Gunnar, sin son. Han blev död i väster."
eller
"Håkan reste detta minnesmärke efter Gunnar, sin son. Han blev död i väster."